# Janusz Korsak
Janusz Korsak (ur. 17 października 1896, zm. 24 czerwca 1932 w Warszawie) – porucznik administracji Wojska Polskiego, inwalida wojenny.

## Życiorys
Urodził się 17 października 1896 roku na ziemi kijowskiej. Po ukończeniu gimnazjum w Białej Cerkwi zamierzał studiować na Uniwersytecie Kijowskim, lecz ostatecznie zdecydował się wstąpić do I Korpusu Polskiego w Rosji. W 1918 roku w Białej Cerkwi, po rozwiązaniu korpusu, rozpoczął działalność konspiracyjną w Polskiej Organizacji Wojskowej. Na początku listopada 1918 roku w grupie podpułkownika Leopolda Lisa-Kuli przedarł się do Włodzimierza Wołyńskiego. Został przyjęty do Wojska Polskiego i przydzielony do 1 pułku piechoty Legionów. W szeregach pułku walczył na wojnie z bolszewikami. W 1920 roku został ciężko ranny i stracił prawą nogę. Jako inwalida pozostał w służbie czynnej .
W macierzystym pułku pełnił służbę na stanowisku oficera ewidencyjnego. 3 maja 1922 roku został zweryfikowany w stopniu podporucznika ze starszeństwem z dniem 1 czerwca 1919 roku i 3. lokatą w korpusie oficerów administracyjnych, dział kancelaryjny. 12 lutego 1923 roku Prezydent RP Stanisław Wojciechowski awansował go z dniem 1 stycznia 1923 roku na porucznika ze starszeństwem z dniem 1 lutego 1921 roku i 1. lokatą w korpusie oficerów administracyjnych, dział kancelaryjny. W lutym 1925 roku został przydzielony z 1 pp Leg. w Wilnie do Powiatowej Komendy Uzupełnień Kielce na stanowisko oficera ewidencyjnego na powiat kielecki. W lutym 1926 roku, w związku z likwidacją stanowiska OE Kielce, został przydzielony do PKU Pińczów na stanowisko referenta. Z dniem 1 września 1927 roku został przydzielony do składu osobowego szefa Sztabu Generalnego (od 22 grudnia 1928 roku – Sztab Główny) na stanowisko kierownika kancelarii. 
24 czerwca 1932 roku w swoim mieszkaniu, w gmachu Sztabu Głównego, śmiertelnie postrzelił się z rewolweru. Zmarł tego samego dnia w Szpitalu św. Rocha. Trzy dni później został pochowany na Cmentarzu Wojskowym na Powązkach. W ostatnim roku życia cierpiał na depresję, pogłębioną śmiercią ojca (w marcu) i brata (w kwietniu). Najstarszy z braci – Józef, porucznik Wojska Polskiego, poległ w 1919 roku .

## Ordery i odznaczenia
- Krzyż Niepodległości – 6 czerwca 1931 roku „za pracę w dziele odzyskania niepodległości”[14]
- Krzyż Walecznych
- Medal Międzysojuszniczy „Médaille Interalliée”[10]